# San Agustín en su gabinete (Botticelli, Ognissanti)
San Agustín en su gabinete (en italiano, Sant'Agostino nello studio) es un cuadro del pintor renacentista italiano Sandro Botticelli. Mide 152 cm de alto y 112 cm de ancho. Es un fresco ejecutado en el año 1480 en la iglesia de Ognissanti en Florencia.
El escudo de armas visible en la parte superior, en el centro del arquitrabe, es la de la familia Vespucci: se supone que la pintura fue un encargo del padre de Amerigo Vespucci. Esta obra le proporcionó renombre a Sandro Botticelli.
Los Umiliati, a quienes pertenece la iglesia de Ognissanti, adoptaron la regla de san Benito, que daba gran importancia al estudio. Por eso encargaron la representación de dos santos vinculados tradicionalmente al estudio: San Agustín y San Jerónimo. San Agustín fue pintado por Botticelli, mientras que San Jerónimo fue ejecutado por Domenico Ghirlandaio con una ambientación análoga. No obstante, la obra de Ghirlandaio es más convencional, mientras que la de Botticelli representa al santo filósofo como un hombre de pensamiento renacentista.
Se representa al santo meditando dentro de su gabinete o estudio. Es un tema conocido dentro de la iconografía cristiana. El santo está rodeado de libros e instrumentos de medición, así como una esfera armilar. Entre los libros se ve una mitra. Hay un reloj que marca la hora anterior a la puesta de sol, lo que indica que se estaría representando un relato de una epístola atribuida a este santo, en la que cuenta que a esa hora 

"fue investido por la luz y oyó la voz de Jerónimo; sólo después supo que el santo se estaba muriendo"
"Botticelli", 2005

Esta representación del santo recuerda más bien a prototipos de la Antigüedad. Así, es un hombre de constitución fuerte enmarcado en una composición arquitectónica y unos muebles que evocan la Antigüedad clásica.
Hay un detalle de humor inesperado en esta obra. Las líneas en el libro encima de la cabeza del santo carecen casi de sentido. Sí que puede leerse una rima jocosa entre las figuras geométricas: Dov'è Frate Martino? È scappato. E dov'è andato? È fuor dalla Porta al Prato ("¿Dónde está fray Martino? Escapó. ¿Y dónde fue? Fuera de la Porta al Prato"), probablemente en referencia a las escapadas de uno de los monjes del convento de la iglesia.
Con el mismo tema hay otra obra, pintada una década más tarde, y que se conserva en la Galería de los Uffizi, versión al temple sobre tabla, de 41 x 27 cm, acabada entre 1490 y 1495. Según algunos historiadores de arte, se pintó para el convento de la iglesia de Santo Spirito.